# Kostel svatého Václava (Boč)
Kostel svatého Václava je římskokatolický kostel zasvěcený svatému Václavovi v Boči v okrese Karlovy Vary.

## Historie
Kostel v Boči je připomínán již v roce 1277, kdy zde mniši z postoloprtského kláštera měli proboštství, které nahradilo jejich ztracený majetek v Klášterci nad Ohří. Tento starý kostel byl několikrát přestavován. Poslední úpravy proběhly v roce 1789 a někdy potom byl kostel zbořen. Nahradil ho nový kostel postavený v letech 1874–1875 v novorománském slohu.

## Stavební podoba
Půdorys kostela je obdélníkový a na severní straně k němu v ose přiléhá čtverhranný presbytář a sakristie. Do kostela se vstupuje novorománským ústupkovým portálem v jižním průčelí, které je zdobeno dvěma erby a prolomeno velkým kruhovým oknem. Nad ním ze střechy vybíhá čtverhranná věž.

## Vybavení
Uvnitř se nachází pseudoslohové vybavení a gotická socha Madony z poloviny patnáctého století. Na zděné kruchtě jsou varhany z roku 1820 od řezbáře Jana Ferdinanda Gutha.

## Okolí kostela

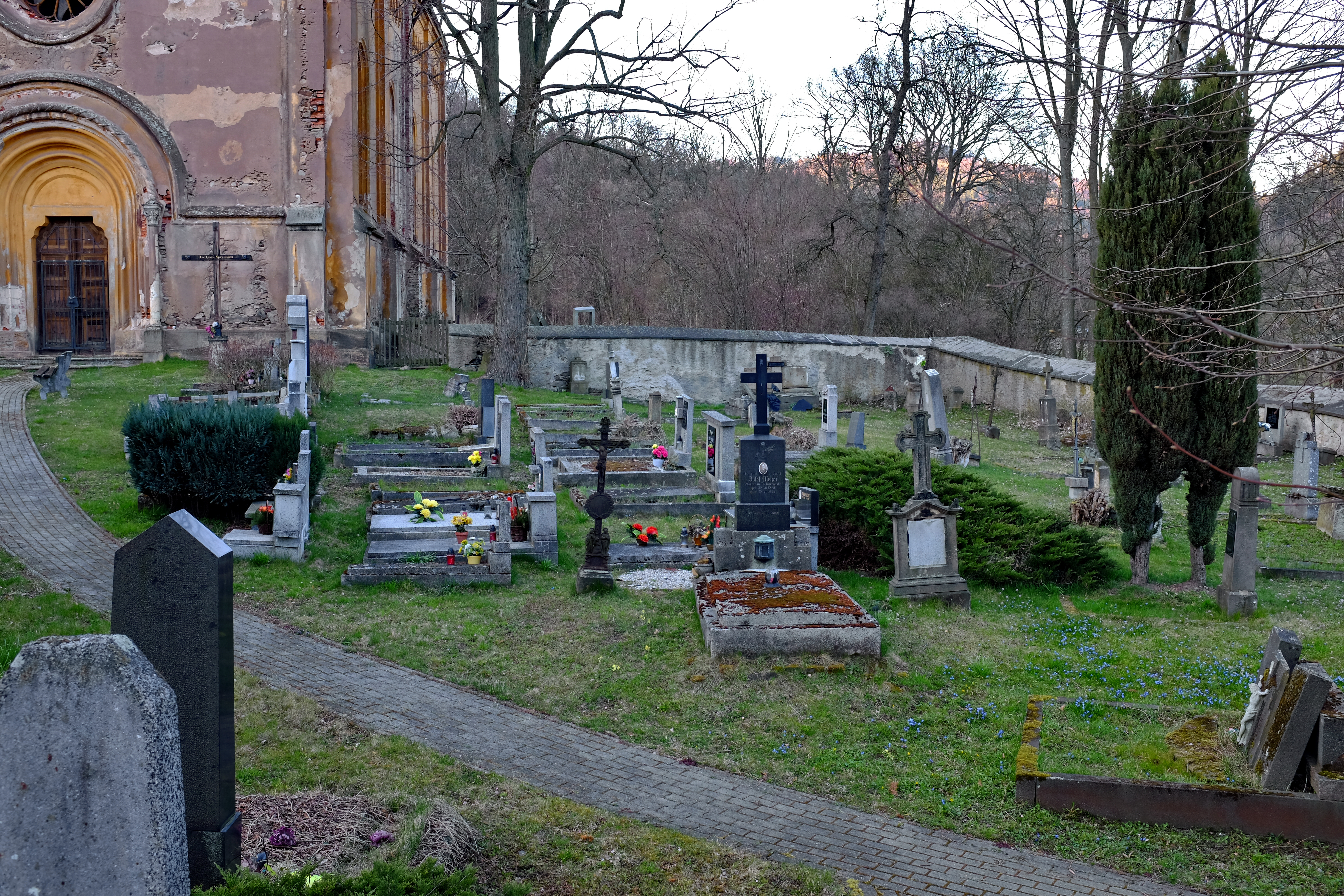
Hřbitov u kostela v Boči

Jižně od kostela stojí památkově chráněná jednopatrová fara z osmnáctého století.